# Supercopa de Italia 2008
La Supercopa de Italia 2008 fue la 21ª edición de la Supercopa de Italia, que enfrentó al ganador de la Serie A 2007-08, el F. C. Internazionale y de la Copa Italia 2007-08, la A. S. Roma. El partido se disputó el 24 de agosto de 2008 en el Estadio Giuseppe Meazza en Milán.
El Inter ganó el partido, con resultado de 2-2 en el tiempo suplementario y 6-5 en la definición por penales.

## Equipos participantes
| F. C. Internazionale |  |  |  | Campeón de la Serie A 2007-08     |
| A. S. Roma           |  |  |  | Campeón de la Copa Italia 2007-08 |

## Ficha del Partido
| 12         | POR        | Júlio César        |     |
| 13         | DEF        | Maicon             |     |
| 16         | DEF        | Nicolás Burdisso   | 91' |
| 19         | DEF        | Esteban Cambiasso  |     |
| 6          | DEF        | Maxwell            |     |
| 4          | MED        | Javier Zanetti     |     |
| 20         | MED        | Sulley Muntari     |     |
| 8          | MED        | Luís Figo          | 67' |
| 5          | DEL        | Dejan Stanković    |     |
| 33         | DEL        | Alessandro Mancini | 72' |
| 14         | DEL        | Zlatan Ibrahimović |     |
| Entrenador | Entrenador | José Mourinho      |     |

| 32         | POR        | Doni              |     |
| 77         | DEF        | Marco Cassetti    |     |
| 5          | DEF        | Philippe Mexès    |     |
| 4          | DEF        | Juan              |     |
| 17         | DEF        | John Arne Riise   | 79' |
| 16         | MED        | Daniele De Rossi  |     |
| 7          | MED        | David Pizarro     |     |
| 8          | MED        | Alberto Aquilani  | 89' |
| 20         | MED        | Simone Perrotta   | 86' |
| 19         | MED        | Júlio Baptista    |     |
| 9          | DEL        | Mirko Vučinić     |     |
| Entrenador | Entrenador | Luciano Spalletti |     |

| 45 | DEL | Mario Balotelli | 67' |
| 11 | MED | Luis Jiménez    | 72' |
| 24 | DEF | Nelson Rivas    | 91' |

| 22 | DEF | Max Tonetto     | 79' |
| 10 | DEL | Francesco Totti | 86' |
| 89 | DEL | Stefano Okaka   | 89' |

| Anotado | 18' | Sulley Muntari  | 1–0 |
| Anotado | 84' | Mario Balotelli | 2–1 |

| Anotado | 60' | Daniele De Rossi | 1–1 |
| Anotado | 90' | Mirko Vučinić    | 2–2 |

|                    |                          | 0:1 | Acierto de penal         | Mirko Vučinić    |
| Zlatan Ibrahimović | Acierto de penal         | 1:1 |                          |                  |
|                    |                          | 1:2 | Acierto de penal         | Júlio Baptista   |
| Mario Balotelli    | Acierto de penal         | 2:2 |                          |                  |
|                    |                          | 2:3 | Acierto de penal         | Marco Cassetti   |
| Dejan Stanković    | Fallo de penal (Atajado) | 2:3 |                          |                  |
|                    |                          | 2:4 | Acierto de penal         | Daniele De Rossi |
| Mexwell            | Acierto de penal         | 3:4 |                          |                  |
|                    |                          | 3:4 | Fallo de penal (Atajado) | Francesco Totti  |
| Esteban Cambiasso  | Acierto de penal         | 4:4 |                          |                  |
|                    |                          | 4:5 | Acierto de penal         | David Pizarro    |
| Luis Jiménez       | Acierto de penal         | 5:5 |                          |                  |
|                    |                          | 5:5 | Fallo de penal (Atajado) | Juan             |
| Javier Zanetti     | Acierto de penal         | 6:5 |                          |                  |

| Amonestado | 40'  | Zlatan Ibrahimović |
| Amonestado | 113' | Mario Balotelli    |
| Amonestado | 120' | Dejan Stanković    |

| Amonestado | 12' | Mirko Vučinić  |
| Amonestado | 31' | David Pizarro  |
| Amonestado | 85' | Marco Cassetti |

| Árbitro             | Massimiliano Saccani |
| Árbitros asistentes |                      |
|                     |                      |
| Cuarto Árbitro      |                      |

| 12         | POR        | Júlio César        |     |
| 13         | DEF        | Maicon             |     |
| 16         | DEF        | Nicolás Burdisso   | 91' |
| 19         | DEF        | Esteban Cambiasso  |     |
| 6          | DEF        | Maxwell            |     |
| 4          | MED        | Javier Zanetti     |     |
| 20         | MED        | Sulley Muntari     |     |
| 8          | MED        | Luís Figo          | 67' |
| 5          | DEL        | Dejan Stanković    |     |
| 33         | DEL        | Alessandro Mancini | 72' |
| 14         | DEL        | Zlatan Ibrahimović |     |
| Entrenador | Entrenador | José Mourinho      |     |

| 32         | POR        | Doni              |     |
| 77         | DEF        | Marco Cassetti    |     |
| 5          | DEF        | Philippe Mexès    |     |
| 4          | DEF        | Juan              |     |
| 17         | DEF        | John Arne Riise   | 79' |
| 16         | MED        | Daniele De Rossi  |     |
| 7          | MED        | David Pizarro     |     |
| 8          | MED        | Alberto Aquilani  | 89' |
| 20         | MED        | Simone Perrotta   | 86' |
| 19         | MED        | Júlio Baptista    |     |
| 9          | DEL        | Mirko Vučinić     |     |
| Entrenador | Entrenador | Luciano Spalletti |     |

| 45 | DEL | Mario Balotelli | 67' |
| 11 | MED | Luis Jiménez    | 72' |
| 24 | DEF | Nelson Rivas    | 91' |

| 22 | DEF | Max Tonetto     | 79' |
| 10 | DEL | Francesco Totti | 86' |
| 89 | DEL | Stefano Okaka   | 89' |

| Anotado | 18' | Sulley Muntari  | 1–0 |
| Anotado | 84' | Mario Balotelli | 2–1 |

| Anotado | 60' | Daniele De Rossi | 1–1 |
| Anotado | 90' | Mirko Vučinić    | 2–2 |

|                    |                          | 0:1 | Acierto de penal         | Mirko Vučinić    |
| Zlatan Ibrahimović | Acierto de penal         | 1:1 |                          |                  |
|                    |                          | 1:2 | Acierto de penal         | Júlio Baptista   |
| Mario Balotelli    | Acierto de penal         | 2:2 |                          |                  |
|                    |                          | 2:3 | Acierto de penal         | Marco Cassetti   |
| Dejan Stanković    | Fallo de penal (Atajado) | 2:3 |                          |                  |
|                    |                          | 2:4 | Acierto de penal         | Daniele De Rossi |
| Mexwell            | Acierto de penal         | 3:4 |                          |                  |
|                    |                          | 3:4 | Fallo de penal (Atajado) | Francesco Totti  |
| Esteban Cambiasso  | Acierto de penal         | 4:4 |                          |                  |
|                    |                          | 4:5 | Acierto de penal         | David Pizarro    |
| Luis Jiménez       | Acierto de penal         | 5:5 |                          |                  |
|                    |                          | 5:5 | Fallo de penal (Atajado) | Juan             |
| Javier Zanetti     | Acierto de penal         | 6:5 |                          |                  |

| Amonestado | 40'  | Zlatan Ibrahimović |
| Amonestado | 113' | Mario Balotelli    |
| Amonestado | 120' | Dejan Stanković    |

| Amonestado | 12' | Mirko Vučinić  |
| Amonestado | 31' | David Pizarro  |
| Amonestado | 85' | Marco Cassetti |

| Árbitro             | Massimiliano Saccani |
| Árbitros asistentes |                      |
|                     |                      |
| Cuarto Árbitro      |                      |

| Supercopa de Italia              |
|                                  |
| Campeón Internazionale 4º título |